# Now & Then (The Savoy-Smith Cajun Band)
Now & Then è un album discografico a nome della The Savoy-Smith Cajun Band, pubblicato dalla casa discografica Arhoolie Records nel 1996.

## Tracce
1. Evangeline Playboys Special – 4:06 (Austin Pitre)
2. Rainbow Waltz – 4:23 (Tradizionale; arrangiamento di Marc Savoy)
3. Wee Pee Special – 4:03 (Marc Savoy)
4. Old Carpenter's Waltz / Contredanse de mamou – 3:16 (Conray Fontenot / Ken Smith)
5. Blues de Basile – 4:46 (Ann Savoy (testo), musica tradizionale; arrangiamento di Marc Savoy)
6. Walker Special – 3:31 (Lawrence Walker)
7. C'est un pecher de dire un menterie – 4:12 (Billy Mayhew)
8. Le moulin cassé – 4:38 (Tradizionale; arrangiamento di Marc Savoy, Ann Savoy e Ken Smith)
9. Savoy Family Waltz – 5:20 (Marc Savoy, Ann Savoy)
10. Choupique – 4:47 (Ann Savoy (testo), musica tradizionale; arrangiamento di Marc Savoy)
11. One-Step des McGees / O, ma Josephine – 3:20 (Tradizionale; arrangiamento di Ken Smith e Ann Savoy)
12. Separation Waltz – 4:58 (Eva Touchet (testo), musica tradizionale; arrangiamento di Marc e Ann Savoy)
13. Baisse bas – 5:10 (Marc Savoy)
14. Lovesick Waltz – 4:47 (Ann Savoy (testo), musica tradizionale; arrangiamento di Marc Savoy)
15. Two-Step de prairie soileau – 4:45 (Ann Savoy (testo), musica tradizionale; arrangiamento di Marc Savoy)

## Musicisti
- Marc Savoy - accordion
- Ann Savoy - chitarra
- Ken Smith - fiddle
- Tina Pilione - basso (brani: #2, #3, #6, #8, #9, #11, #13, #14 & #15)[1]